# Lenexa, Kansas
Lenexa là một thành phố thuộc quận Johnson, tiểu bang Kansas, Hoa Kỳ. Năm 2010, dân số của xã này là 48190 người.

## Dân số
Dân số các năm:
- Năm 2000: 40238 người
- Năm 2010: 48190 người